# Galaaz
Galaaz -també Galaàs i Galeàs- (en francès Galaad o Galaaç, en anglès Galahad, en gal·lès Gwalchavad) és un dels personatges principals de la matèria de Bretanya, els texts que narren les aventures del Rei Artús i els seus cavallers. Apareix per primer cop en les obres de la Vulgata artúrica, i la seva història es desenvolupa en treballs posteriors com La mort d'Artús de Thomas Malory. És tracta d'un cavaller, fill bastard de Lancelot i d'Elaine de Corbenic i és reconegut per la seva valentia i puresa. Representa l'encarnació cavalleresca de Crist i serà un dels tres personatges que aconsegueixin trobar el Sant Greal. Abans de la seva aparició, en les obres artúriques primerenques aquest rol requeia en el personatge de Perceval.

## Orígens
La història de Galaaz i la seva recerca del Sant Grial és una incorporació relativament tardana a la llegenda artúrica. Galaaz no apareix en cap romanç de Chrétien de Troyes, ni en les històries del Grial de Robert de Boron, ni en cap de les continuacions de la història de Chrétien sobre el misteriós castell del Rei Pescador. Apareix per primera vegada en una epopeia artúrica del francès antic del segle XIII, el conjunt de romanços interconnectats d'autoria desconeguda, conegut com el cicle de Lancelot-Graal (Vulgata). El seu nom podria haver derivat del nom gal·lès Gwalchaved, que significa Falcó d'estiu.

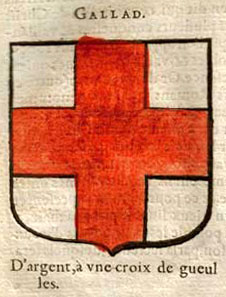
Armes atribuïdes a Gallad.

La concepció original de Galaaz, les gestes adultes de la qual s'expliquen per primera vegada al quart llibre del Cicle de la Vulgata (Vulgata Lancelot), pot haver vingut de la mística Orde del Cister. Segons alguns intèrprets, la inspiració filosòfica del personatge celibat i d'un altre món del cavaller monàstic Galaaz provenia d'aquest orde monàstic creat per Sant Bernat de Clairvaux. El concepte cistercenc-bernard de l'ascètisme guerrer catòlic que tant distingeix el personatge de Galaaz informa també la projecció de Sant Bernat de la cavalleria ideal en la seva obra sobre els Cavallers Templers, el Liber ad milites templi de laude novae miliciae. De manera significativa, a les narracions, Galaaz s'associa amb un escut blanc amb una creu vermellosa, el mateix emblema donat als cavallers templers pel papa Eugeni III.

## Biografia

### Concepció

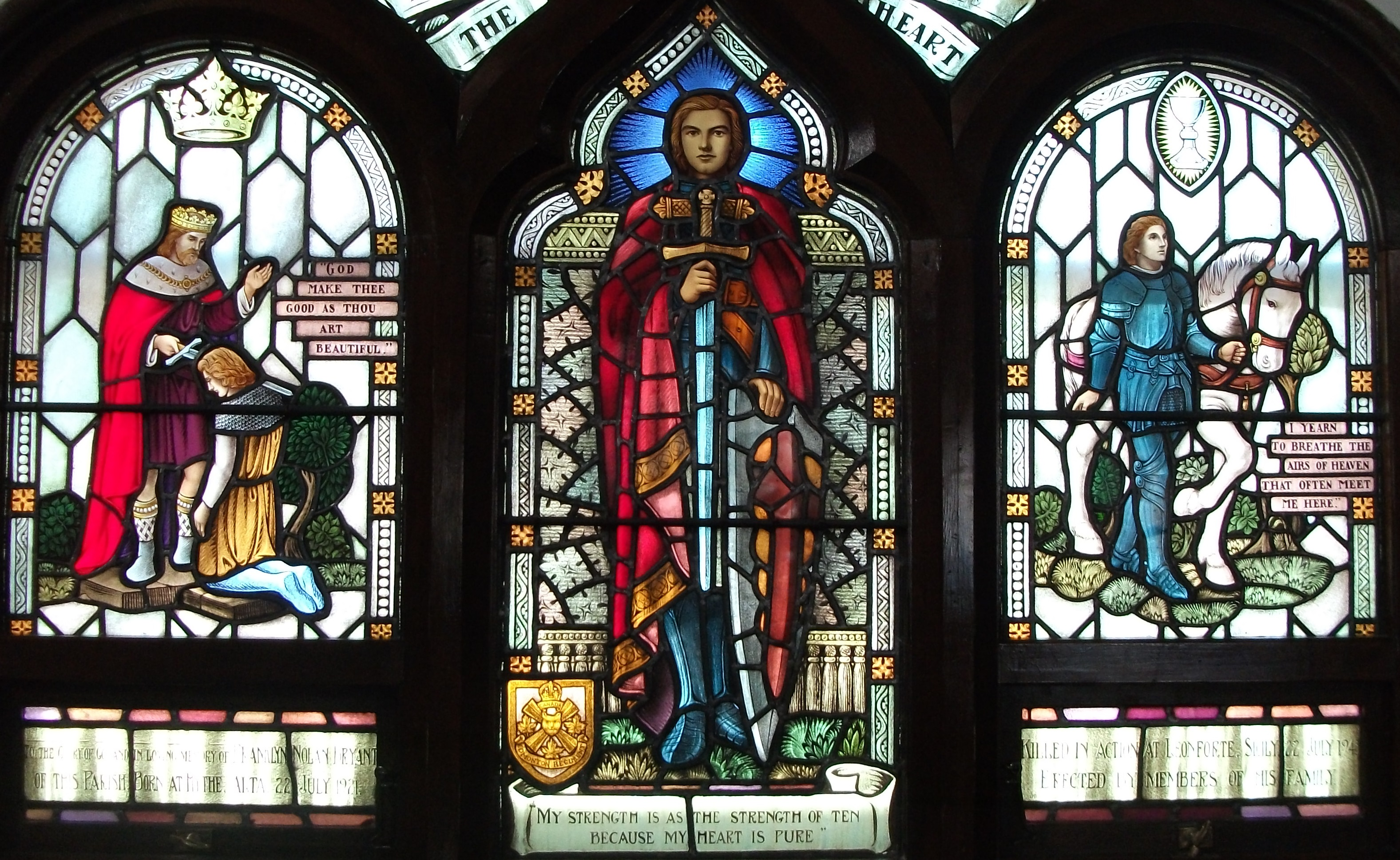
La vida de Galaaz retratada en un vitrall de l'església anglicana St. Mary & St. George a Jasper, Alberta

Les circumstàncies que envolten la concepció de Galaaz deriven de les parts anteriors dels cicles de prosa del Graal. Té lloc quan el cavaller més gran del rei Artús, Lancelot, confon la princesa Elaine de Corbenic (originalment coneguda com Heliabel o Amite al Cicle de la Vulgata) amb la seva amant secreta, la reina Ginebra. El pare de Lady Elaine, el rei Pelles, ja ha rebut un preconeixement màgic que Lancelot donarà un fill a la seva filla i que aquest nen creixerà fins a convertir-se en el cavaller més gran del món, el cavaller escollit per Déu per descobrir el Sant Grial. Pelles també sap que Lancelot només mentirà amb el seu únic amor veritable, Ginebra. El destí s'haurà d'ajudar una mica; per tant, una conclusió que porta Pelles a buscar una de les més grans encantadores de l'època, Dame Brusen, que li regala a Pelles un anell màgic que fa que Elaine prengui l'aparença de Ginebra i li permet passar una nit amb Lancelot. En descobrir l'engany, Lancelot treu la seva espasa sobre l'Elaine, però quan s'assabenta que han concebut un fill junts, immediatament perdona; tanmateix, no es casa amb l'Elaine ni tan sols desitja estar amb ella més i torna a la cort d'Artur (tot i que anys més tard finalment arriben a viure junts durant un temps, després que Elaine el guarís de la seva severa i llarga bogeria causada tant per ella mateixa com per Ginebra). Galaaz neix i es posa a cura d'una tieta gran, que és abadessa en un monestir, per ser criada allà.

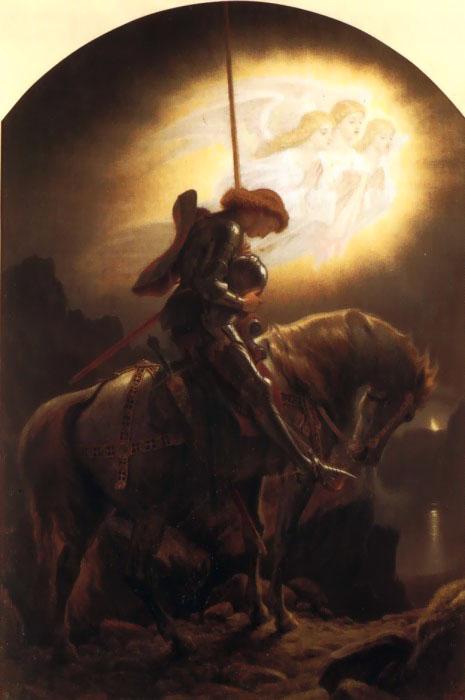
Galaaz en la seva cerca del Greal, per Joseph Noel Paton

Segons la prosa francesa antiga Lancelot del segle XIII (part del cicle de la Vulgata), Galaaz (en realitat escrit com a Galaad, en alguns manuscrits també com a Gaalaz o Galaaus) era el nom original de Lancelot, però es va canviar quan era nen. En el seu naixement, per tant, Galaaz rep el nom original del seu pare. Merlí profetitza que Galaaz superarà el seu pare en valor i tindrà èxit en la seva recerca del Sant Grial. Pelles, l'avi matern de Galaaz, és retratat com un descendent del cunyat de Josep d'Arimatea, Bron, també conegut com a Galaaz (Galaad), la línia del qual havia estat confiada pel Grial per Josep.

### La recerca del Grial
En arribar l'edat adulta, Galaaz es va reunir amb el seu pare, qui el va convertir en cavaller. És portat a la cort de rei Artur a Camelot durant Pentecosta. Sense adonar-se del perill en el qual es posava, Galaaz va caminar al voltant de la taula rodona enmig de les festivitats i es va asseure en el Seient perillós. Aquest lloc havia estat mantingut vacant només per a la persona que aconseguís el sant Grial; per a qualsevol altra persona que s'assegués allí es mostraria immediatament fatal. Galaaz sobreviu a l'esdeveniment, testificat pel rei Artur i els seus cavallers. El rei llavors demana que el jove cavaller realitzi una prova que implica arrancar una espasa d'una pedra. Aquest ho aconsegueix amb facilitat, i el rei Artur ràpidament proclama a Galaaz com el cavaller més gran del món. És convidat promptament a l'Ordre de la Taula Rodona, i després d'una etèria visió del Grial, es fixa en la cerca per trobar-lo.
En La mort d'Artús de Malory, l'increïble valor i fortuna de Galaaz en la cerca del sant Grial es remunten de la seva pietat. Segons la llegenda, solament els cavallers purs poden arribar a aconseguir el Grial. Mentre que en un sentit general, aquesta puresa es refereix a la castedat, sembla que Galaaz havia viscut una vida sense pecats, i com a resultat, viu i pensa en un nivell enterament diferents al dels altres cavallers de la llegenda.
Malgrat això, i potser a causa de la seva naturalesa pura i lliure de pecats, Galaaz com a personatge sembla inhumà. Derrota a cavallers rivals aparentment sense esforç, parla poc amb els seus parells, i condueix als seus companys al Grial amb una implacable determinació. Dels tres que emprenen la cerca del Grial (Boors, Perceval i Galaaz), aquest últim és qui acaba aconseguint-ho. Quan ho fa, l'eleven al cel com al patriarca bíblic Henoc o al profeta Elies, deixant als seus companys darrere.

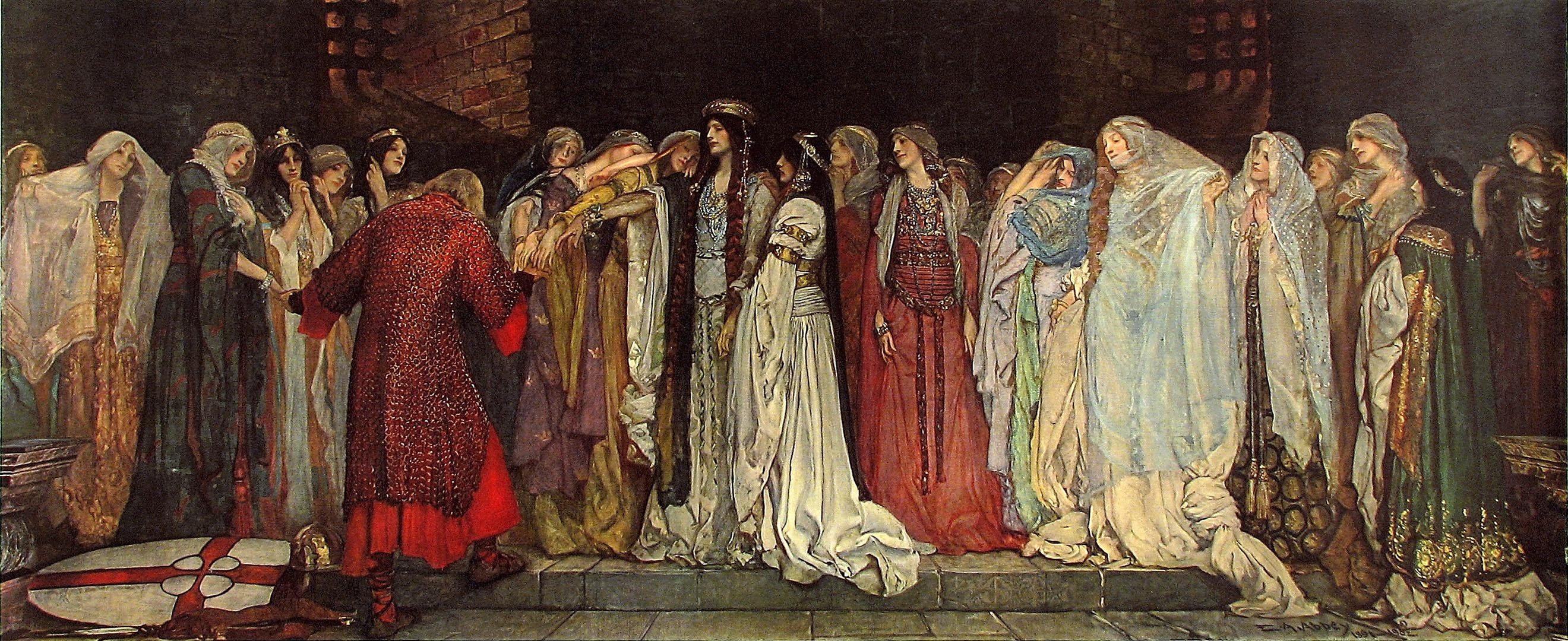
Galaaz al castell de les donzelles en una pintura de 1890 d'Edwin Austin Abbey

Més enllà de la Taula Rodona, Galaaz és capaç de fer miracles com desterrar els dimonis i curar els malalts. En la seva major part, viatja sol durant la recerca del Grial, colpejant (i sovint estalviant) els seus enemics, rescatant altres cavallers, inclòs Percival, i salvant donzelles en perill fins que finalment es retroba amb Bors i Percival. Junts, els tres cavallers verges beneïts es troben amb la germana de Percival, que els condueix al místic Vaixell de Salomó. L'utilitzen per creuar el mar fins a una illa on Galaaz troba l'espasa del rei David.

### Ascensió

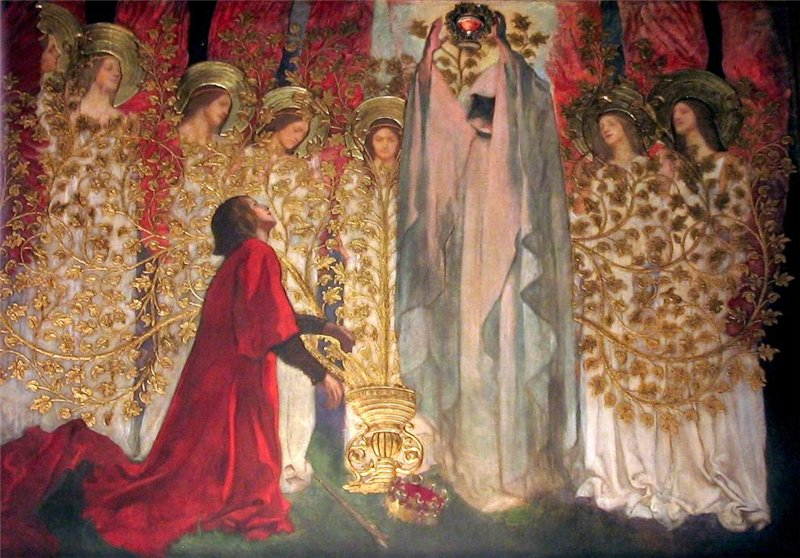
Galaaz descobreix el Grial en una pintura de 1895 d'Edwin Austin Abbey

Després de moltes aventures, Galaaz i els seus companys es troben al castell místic de Corbenic a la cort del rei Pelles i el seu fill Eliazarr (Galaaz no es retroba amb la seva mare, que havia mort mentrestant). El seu avi i el seu oncle porten a Galaaz a una habitació on finalment se li permet veure el Sant Grial. Se li demana a Galaaz que porti el vaixell a l'illa sagrada Sarras. Després de veure el Grial, Galaaz demana que pugui morir en el moment que ell trii. Així és que, mentre torna a la cort d'Artús, Galaaz rep la visita de l'esperit de Josep d'Arimatea i, per tant, experimenta un rapte tan gloriós que fa la seva petició de morir. Galaaz s'acomiada de Percival i Bors, després de la qual cosa els àngels apareixen per portar-lo al cel. La seva ascensió és testimoniada per Bors i Percival. Segons l'explicació, Galaaz és portat físicament al paradís, ja que s'esvaeix completament sota una llum brillant o el seu cos mortal queda enrere i després l'enterren. En aquest últim escenari, Galaaz és generalment enterrat al costat del cos de la germana de Percival i més tard s'uneix a la seva tomba pel mateix Percival.
L'èxit de Galaaz en la recerca del Sant Grial va ser predit abans del seu naixement, no només per Pelles sinó també per Merlí, que una vegada havia dit al pare d'Artús, Uther Pendragon, que n'hi havia qui ompliria el lloc a la taula de Josep, però que encara no havia nascut. Al principi es creia que aquest cavaller era Percival, però més tard es descobreix que era Galaaz. Galaaz va ser concebuda amb el propòsit diví de buscar el Sant Grial, però això va passar sota una capa d'engany, de manera similar a les concepcions d'Artús i Merlí. Malgrat això, Galaaz és el cavaller que és escollit per trobar el Sant Grial. Galaaz, tant en el cicle Lancelot-Graal com en la narració de Malory, està exaltat per sobre de tots els altres cavallers: és ell prou digne de tenir el Grial revelat i de ser portat al cel.

## Literatura
- Un poema de Thomas de Beverly publicat el 1925, El naixement de Sir Galahad, explica els esdeveniments que van conduir a la concepció de Sir Galaaz, el seu naixement i una visita poc després de Sir Bors, per veure Elaine i el nadó Galaaz. Sir Bors veu una visió del Sant Grial mentre es troba a una capella amb el nadó i la seva mare. Dels tres cavallers que no estan contaminats pel pecat - Sir Perceval, Sir Bors i Sir Galaaz - Galaaz és l'únic predestinat per aconseguir aquest honor d'assolir el Sant Grial.[4] Això és semblant a Déu declarant que el rei David havia vessat molta sang i no era digne de construir el temple de Jerusalem, aquest honor recau només en el seu fill , el rei Salomó.[5]
- El conte Galaaz d'Edmund Wilson, publicat el 1927, presenta una història humorística sobre l'intent de seducció d'una estudiant de secundària virginal per part d'una debutant.[6]
- A la novel·la de John Erskine , Galahad: Enough of His Life to Explain His Reputation, el principal tutor de Galaaz per a la seva formació cavalleresca és la reina Ginebra. Erskine segueix el text de Malory durant la infància de Galaaz. Igual que a Le Morte d'Arthur, Galaaz creix a la cort de la seva mare Elaine, i viatja a la cort del rei Artur per retrobar-se amb el seu pare i convertir-se en cavaller. Quan Galaaz arriba a la cort, Ginebra s'enfada amb Lancelot perquè ja no vol ser el seu amant, i ella s'interessa pel jove cavaller, persuadir-lo perquè vagi més enllà de les obligacions habituals de cavaller. Al principi, Galaaz sembla satisfet de ser un cavaller normal de la Taula Rodona, de fer missions i de salvar donzelles en perill. Guinivere és el principal contribuent al destí de Galaaz en aquesta obra. Ella diu: Malbararàs la teva vida si no aconsegueixes alguna cosa nova, alguna cosa totalment teva.[7] Aquesta és la motivació de Galaaz per buscar el Grial.
- Matt Cohen satiritza el personatge virtuós de Galaaz al seu conte Too Bad Galahad. Cohen descriu Galaaz com el cavaller perfecte que no fa cap mal. En part, la virtut de Galaaz és una compensació per la indiscreció de Lancelot. Tanmateix, Cohen, en comptes de glorificar el caràcter virtuós de Galaaz, el converteix en una debilitat. Escriu que Galaaz va intentar jurar i matar i fer-se amb la resta dels cavallers, però mai no va poder entrar-hi. El Galaaz de Cohen no és molt estimat pels altres cavallers perquè és tan perfecte i sembla inabordable. Cohen es burla de la crida de Galaaz dient que la seva vida es perdria si no es manté pur i sant per ser el portador del Sant Grial.
- Arthur Rex de Thomas Berger retrata Galaaz de manera diferent. En la majoria de les obres, Galaaz es representa com un emblema de la perfecció. Berger mostra l'arribada de Galaaz a la cort amb una llum més satírica. Gawain comenta que no pot saber si és home o dona. Berger demostra que tot i que Galaaz és de fet el cavaller més gran del món, sembla que no ho és. L'aparença versus la realitat és un tema comú al llarg d'aquesta novel·la. En la majoria de les versions de la història de Sir Galaaz, la mort de Galaaz es produeix després del seu major èxit, el del Sant Grial. A Arthur Rex, però, Galaaz és assassinat en una batalla on confon el seu propi pare Lancelot amb un saxó. Galaaz és massa feble i dorm durant la major part de la batalla i, quan es desperta, mata el seu pare a més de ser matat ell mateix. Igual que el Grial, la perfecció és inassolible; només es poden veure mostres del Grial i de la perfecció.
- A la sèrie de novel·les fantàstiques Everworld de KA Applegate, el personatge David Levin lluita amb l'Espasa de Galaaz, després de presenciar la mort de Sir Galaaz. David és l'autoproclamat líder dels protagonistes i assumeix totes les càrregues del grup, preocupat pel seu passat en el qual era covard i sentint que ha de demostrar que és un home, en el qual es poden veure alguns paral·lelismes amb la vida de Galahad.
- A la novel·la d'Ayn Rand We the Living, el personatge Andrei Taganov, un comunista revolucionari honest i idealista, sacrifica la seva carrera i recorre al xantatge per salvar la vida de Leo, l'amant de Kira, la dona que estima Andrei; tot i que odia a Leo i està intensament gelós d'ell, l'Andrei posa la felicitat de Kira abans que la seva. El vilà Pavel Syerov anomena Andrei en burla Sir Galaaz de l'espasa del xantatge;[8] Aleshores, Andrei accepta la comparació segons correspongui.
- La dama del llac, el darrer llibre de la saga The Witcher d'Andrzej Sapkowski, presenta el cavaller Galaad de Caer Benic, treballant per al rei Artús. Al principi de la història, com a habitant d'un món paral·lel, es troba amb Cirilla de Cintra i l'anomena la Dama del Llac.
- A la novel·la de 1956 de Sam Selvon The Lonely Londoners, el personatge central Moses Aloesa coneix el seu compatriota emigrat trinitense Henry Oliver i l'anomenen Galaaz.
- La història curta Cavalleria de Neil Gaiman de Smoke & Mirrors inclou Galaaz en la seva recerca del Sant Grial.
- Galahad apareix com un nen cap a la conclusió de la novel·la Lancelot de l'autor britànic Giles Kristian (2018). La seqüela, Camelot (2020), està ambientada una dècada més tard, amb Galaaz com a protagonista.